# Vlag van de Marquesaseilanden

Vlag van de Marquesaseilanden

De vlag met een eerdere versie van de Matatiki, gebruikt tussen 1978 en 2017.

De vlag van de Marquesaseilanden is de vlag van de Marquesaseilanden, een deel van Frans-Polynesië in de Grote Oceaan dat door Frankrijk wordt bestuurd.
De vlag is verdeeld in twee horizontale banen met geel aan de bovenkant en rood aan de onderkant, met een witte gelijkzijdige driehoek die uit de hijs komt. Het geel staat voor jeugd en vreugde, terwijl het rood en wit tapu zijn, of heilig, voor respectievelijk de opperhoofden en de priesters. In de witte driehoek staat een zwart ontwerp van Matatiki ("de blik van Tiki"), de eerste man in de Polynesische mythologie en de uitvinder van beeldhouwen en tatoeëren. De tatoeages op Tiki's wangen zijn tapu-symbolen.
De eerste versie van de vlag werd op 30 december 1978 onthuld door de Motu Haka Association. De vlag werd formeel aangenomen door de lokale overheid op 30 november 1998. De vlag werd jarenlang informeel gebruikt en voor het eerst gehesen op 14 december 1980, bij de opening van het vliegveld op Nuku Hiva. Het ontwerp van Matatiki is door de jaren heen in verschillende versies verschenen. Het ontwerp werd voor het laatst bijgewerkt in 2017 door Teiki Huukena, een tatoeëerder van het Markiezeneiland.
Op 4 december 1985 besliste de Territoriale Regering dat de vlag van de archipels en eilanden van Frans-Polynesië naast de vlag van Frans-Polynesië en de vlag van Frankrijk mag wapperen.

## Vlaggen van de eilanden

Nuku Hiva